# Pie-bleue ibérique
Espèce
Synonymes
- Cyanopica cooki[2]
- Cyanopica cyana cooki Bonaparte, 1850[3]
- Cyanopica cyana cooki[2]
- Cyanopica cyanus cooki Bonaparte, 1850[3]
- Cyanopica cyanus cooki[2]

Statut de conservation UICN

 LC  : Préoccupation mineure

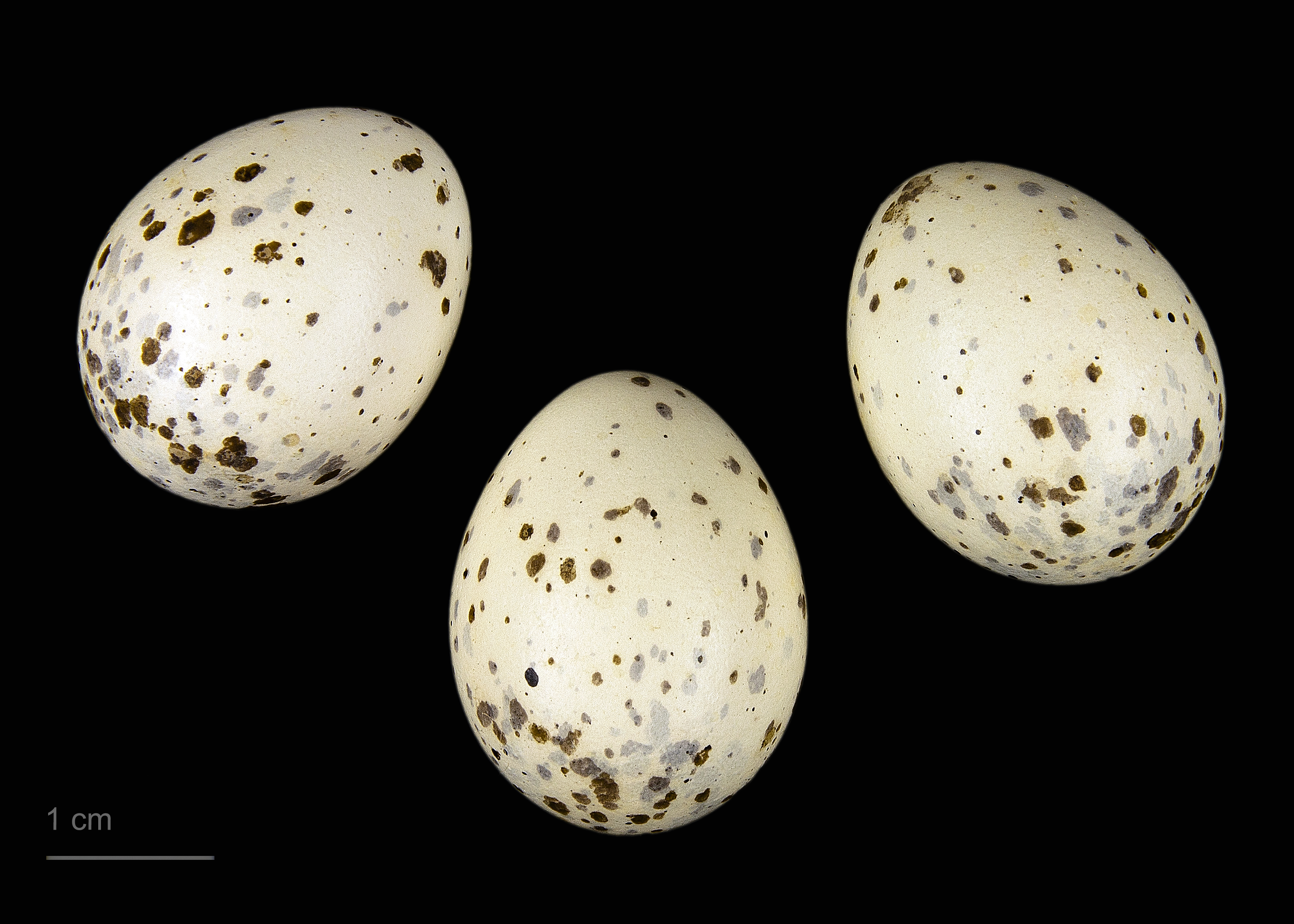
Œuf de Cyanopica cooki - Muséum de Toulouse

La Pie-bleue ibérique (Cyanopica cooki) est une espèce de passereaux de la famille des Corvidés.
Son épithète spécifique est attribué à Samuel Edward Cook (en).

## Répartition
Cet oiseau vit à travers la péninsule ibérique.

## Habitat
La Pie-bleue ibérique niche préférentiellement dans les forêts aérées, surtout celles qui sont constituées principalement de chênes ou de pins. Les forêts d'eucalyptus ou les plantations d'oliviers peuvent lui convenir également.

## Comportement

### Alimentation
L’essentiel de la nourriture est constitué d’insectes (fourmis et divers coléoptères surtout). Les Pies bleues s’alimentent également beaucoup au détriment des vers de terre et complètent leur régime avec des céréales, des fruits (figues en été ou glands à la mauvaise saison) et en profitant des charognes ou des décharges.

### Élevage des jeunes
Les oisillons sont nourris à hauteur d'environ 50% par le mâle, le reste étant assuré  par la femelle et ses auxiliaires. La présence d'auxiliaires est une particularité de la Pie-bleue ibérique : près de la moitié des couples reproducteurs disposent d’auxiliaires, qui sont en général des mâles qui ne parviennent pas à se reproduire (même si certains deviennent auxiliaires sans même avoir essayé de se reproduire). Cette proportion grimpe aux trois quarts lorsque le climat se dégrade, par exemple lors d’une canicule. Les auxiliaires participent à la défense du nid, à l’alimentation des poussins, à l’élimination des sacs fécaux et, dans certains cas, ils peuvent même nourrir la femelle pendant l’incubation. 

## Systématique
Cet oiseau était considéré auparavant comme une sous-espèce de la Pie-bleue à calotte noire.